# Vrbovec (Repubblica Ceca)
Vrbovec (in tedesco Urbau) è un comune della Repubblica Ceca facente parte del distretto di Znojmo, in Moravia Meridionale.